# Černovírský les
Černovírský les je veřejné prostranství a rekreační zóna v Olomouci, konkrétně v jejích městských částech Chválkovice a Černovír.
V lese se nachází Černovírské slatiniště (a stejnojmenná naučná stezka), Černovírská kyselka a úpravna vody, která Olomouci zajišťuje pitnou vodu. Mimo jiné se zde nachází parní vodárna Chválkovice, jediná parní vodárna v Česku. V oblasti se nachází také ochranné pásmo vodního zdroje. Lesem prochází asfaltová cesta, která je hojně využívána jako cyklostezka. Ze západu ohraničuje les železniční trať 270 ve směru na Štěpánov a z východu trať 290 do Hlušovic. V Černovírském lese se také nachází část olomoucké protipovodňové ochrany.